# Aussageverweigerungsrecht
Das Aussageverweigerungsrecht ist das Recht eines Beschuldigten, in Strafverfahren sowie bei Ordnungswidrigkeiten keine Angaben zu dem zur Last gelegten Sachverhalt machen zu müssen, also zu schweigen. Zu unterscheiden vom Aussageverweigerungsrecht sind die zugunsten von Zeugen unter bestimmten Voraussetzungen bestehenden Zeugnisverweigerungsrechte, die aber eine ähnliche Wirkung auf das Strafverfahren entfalten.

## Europäische Union
Mit der Richtlinie 2012/13/EU über das Recht auf Belehrung und Unterrichtung in Strafverfahren soll der unionsweite Erhalt und die Weiterentwicklung eines Raumes der Freiheit, der Sicherheit und des Rechts weiter verbessert und gestärkt werden. Bereits mit der Richtlinie 2010/64/EU über das Recht auf Dolmetschleistungen und Übersetzungen in Strafverfahren wurde eine erste unionsweite Vereinheitlichung der nationalen strafverfahrensrechtlichen Mindeststandards gesetzt.
In Art. 3 Abs. 1 Bst. e.) der Richtlinie 2012/13/EU ist nunmehr ausdrücklich festgehalten, dass der Verdächtige oder die beschuldigte Person von den nationalen zuständigen Behörden umgehend und nachweislich in mündlicher oder schriftlicher Form und in einfacher und verständlicher Sprache über das Recht auf Aussageverweigerung zu belehren ist. Die Belehrung hat so und zu einem Zeitpunkt zu erfolgen, dass die wirksame Ausübung dieser Rechte durch den Verdächtigen oder die beschuldigte Person möglich ist (Art. 3 Abs. 1).
Die Richtlinie 2012/13/EU über das Recht auf Belehrung und Unterrichtung in Strafverfahren ist von den Unionsmitgliedstaaten bis zum 2. Juni 2014 in nationales Recht umzusetzen (Art. 11 Abs. 1 der RL).

### Deutschland
Nach § 136 und § 163a der Strafprozessordnung (StPO) sowie § 55 OWiG ist einem Beschuldigten vor Beginn seiner ersten Vernehmung zu eröffnen, welche Tat bzw. Ordnungswidrigkeit ihm zur Last gelegt wird. Er ist darauf hinzuweisen, „dass es ihm nach dem Gesetz freistehe, sich zu der Beschuldigung zu äußern oder nicht zur Sache auszusagen“, insbesondere wenn er „sich durch eine wahrheitsgemäße Aussage selbst belasten müsste,“ und jederzeit, auch schon vor der Vernehmung, einen von ihm zu wählenden Rechtsanwalt zu befragen. Von diesem Recht kann ein Beschuldigter laut § 163a Abs. 4 Satz 2 StPO bereits bei der polizeilichen Anhörung zur vorgeworfenen Tat Gebrauch machen. Er ist ferner darüber zu belehren, dass er zu seiner Entlastung einzelne Beweiserhebungen beantragen kann. Bei Vernehmungen durch die Staatsanwaltschaft muss außerdem dargelegt werden, welche Strafvorschriften in Betracht kommen.
Nach § 243 Abs. 5 Satz 1 StPO ist der Beschuldigte zu Prozessbeginn auch dann auf sein Aussageverweigerungsrecht hinzuweisen, wenn er bereits zuvor, beispielsweise durch Polizei oder Staatsanwaltschaft, davon Kenntnis erlangt hat.
Verstöße der Strafverfolgungsbehörden gegen diese Vorschriften können zu einem Beweisverwertungsverbot führen. Sie sind Ausprägung des allgemeinen Grundsatzes im Strafverfahren, dass niemand verpflichtet ist, sich selbst zu belasten (nemo tenetur se ipsum accusare). Sie werden ergänzt durch das Auskunftsverweigerungsrecht von Zeugen hinsichtlich solcher Fragen, deren Beantwortung den Zeugen oder einen nahen Angehörigen der Gefahr der Strafverfolgung aussetzen würde (§ 55 StPO).
Wird ein ausländischer Staatsbürger festgenommen, so ist er außerdem nach Artikel 36 Abs. 1 lit. b Satz 3 des Wiener Konsularrechtsabkommens unverzüglich darüber zu belehren, dass er die Benachrichtigung des Konsulats seines Heimatstaates verlangen kann und dass seine Mitteilungen an das Konsulat weitergeleitet werden.

### Österreich
In Österreich begründet sich das Aussageverweigerungsrecht aus dem Recht eines Beschuldigten, gemäß Art. 8 des EMRK Achtung vor seinem Privatleben beanspruchen zu dürfen. Opfer hingegen, solche von Sexualstrafen beispielsweise, können die Aussage verweigern, wenn sie Gefahr laufen, durch Preisgabe intimer Tathergangsdetails ihre Privatsphäre zu gefährden. In der im Lande verwendeten Sprachvarietät findet sich auch die Bezeichnung Entschlagungsrecht.

## Großbritannien
Im Vereinigten Königreich gibt es zwar keine Pflicht zur Aussage (right to silence), jedoch kann es seit dem Criminal Justice and Public Order Act 1994 (Gesetz über Strafrechtspflege und öffentliche Ordnung) gegen den Beschuldigten ausgelegt werden, wenn er ohne nachvollziehbaren Grund
- sich erst im Gerichtsverfahren auf etwas beruft, zu dem er im Ermittlungsverfahren geschwiegen hat, obwohl er hätte aussagen können
- die Aussage verweigert oder Fragen nicht beantwortet
- bei der Festnahme mitgeführte Objekte, Substanzen oder Kleidungsstücke o. ä. nicht angibt
- bei der Festnahme nicht begründet, warum er sich an diesem Ort aufhält.[11]

## Schweiz
Nach Art. 31 der Bundesverfassung der Schweizerischen Eidgenossenschaft (vgl. auch BGE 130 I 126) hat bei einem Freiheitsentzug jede Person Anspruch darauf, unverzüglich und in einer ihr verständlichen Sprache über die Gründe und über ihre Rechte informiert zu werden. Zu diesen Rechten gehören unter anderem: Aussageverweigerungsrecht, Recht auf Kontrolle des Freiheitsentzugs durch einen Richter innerhalb angemessener Frist und Benachrichtigung der nächsten Angehörigen. Ob das Recht, einen Anwalt unverzüglich beizuziehen, dazu gehört, war bis zum Inkrafttreten der Schweizerischen Strafprozessordnung im Jahr 2011 umstritten.
Nach der Schweizerischen Strafprozessordnung ist gemäß Art. 158 Abs. 1 jede beschuldigte Person zu Beginn der ersten Einvernahme durch Polizei oder Staatsanwaltschaft über die Einleitung eines Verfahrens gegen sie und den Gegenstand des Verfahrens zu informieren (lit. a), über das Recht die Aussage und die Mitwirkung zu verweigern (lit. b), über das Recht eine Verteidigung zu bestellen oder gegebenenfalls eine amtliche Verteidigung zu beantragen (lit. c) und über das Recht, eine Übersetzerin oder einen Übersetzer verlangen zu können (lit. d). Wird die Person festgenommen, müssen diese Belehrungen bereits unmittelbar nach der Festnahme erteilt werden (Art. 219 Abs. 1 StPO). Werden diese Hinweise nicht erteilt, so sind entsprechende Aussagen absolut unverwertbar (Art. 158 Abs. 2 i. V. m. Art. 141 Abs. 1 StPO).

## Liechtenstein
Im Fürstentum Liechtenstein ist gemäß § 128a Strafprozessordnung (StPO) seit 2007 vorgeschrieben jeden Festgenommenen zu belehren.

„Jeder Festgenommene ist bei der Festnahme oder unmittelbar danach über den gegen ihn bestehenden Tatverdacht und den Grund seiner Festnahme sowie darüber zu unterrichten, dass er berechtigt sei, einen Angehörigen oder eine andere Vertrauensperson und einen Verteidiger zu verständigen und dass er das Recht habe, nicht auszusagen. Dabei ist er darauf aufmerksam zu machen, dass seine Aussage seiner Verteidigung dienen, aber auch als Beweis gegen ihn Verwendung finden könne.“

Siehe hierzu auch den Wortlaut der „Miranda-Warnung“ auf Grundlage des Miranda-Urteils in den USA.

## USA
In den Vereinigten Staaten ergibt sich das Aussageverweigerungsrecht aus dem 5. Zusatzartikel zur Verfassung. Die Pflicht der Polizei, auf dieses Recht hinzuweisen, geht auf das Verfahren Miranda v. Arizona zurück. Der Trend geht jedoch zur Schaffung von Ausnahmen. 1984 führte der Supreme Court eine Ausnahme von der Miranda-Warnung ein, die sogenannte „public safety exception“. 2011 legte das US-Justizministerium fest, dass diese Ausnahme bei Verfahren gegen Terrorverdächtige standardmäßig zum Tragen kommen soll.